# Georges Bereta
Georges Bereta (Saint-Étienne, 15 maggio 1946 – 4 luglio 2023) è stato un calciatore francese, di ruolo centrocampista.

## Carriera
Cominciò la carriera nel Saint-Etienne, con cui vinse 6 campionati francesi (1967, 68, 69, 70, 74, 75) e 3 Coppe di Francia (1968, 70, 74), e la chiuse nel Marsiglia, con il quale aggiunse al suo palmarès una quarta Coppa nazionale (1976). Fu giocatore francese dell'anno nel 1973 e nel 1974.

## Palmarès

### Club
- Campionato francese: 6

Saint-Étienne: 1966-1967, 1967-1968, 1968-1969, 1969-1970, 1973-1974, 1974-1975
- Coupe de France: 4

Saint-Étienne: 1967-68, 1969-70, 1973-74
Olympique Marsiglia: 1975-76
- Supercoppa francese: 3

Saint-Étienne: 1967, 1968, 1969

### Individuale
- Calciatore francese dell'anno: 2

1973, 1974